# Synagoga w Trzcianie na Orawie
Synagoga w Trzcianie na Orawie – została zbudowana w Trzcianie (w północnej Słowacji, niedaleko granicy z Polską) w latach 1822–1839 w pobliżu rynku. Do budynku synagogi dobudowano część, w której mieściła się szkoła żydowska (1894–1942). Budynek odbudowany po II wojnie światowej służył jako magazyn, a obecnie na dwóch piętrach mieszczą się sklepy. Wewnątrz cztery żeliwne filary wskazują na babiniec.